# Szeiler József
Szeiler József, (Budapest, 1965. november 3. –) magyar labdarúgó, kapus. 

## Pályafutása

### Klubcsapatban
1984. július 26-án mutatkozott be a Ferencváros első csapatában, egy barátságos nemzetközi mérkőzésen (Ferencváros-Szalmija Kuvait 7-0). Első tétmérkőzése 1990. november 3-án volt az Üllői úton, amikor a Fradi bajnoki mérkőzésen 1-0-ra győzött a Volán ellen. 1997-ig három bajnoki címet, magyar kupa és szuperkupa győzelmet szerzett a csapattal. A Fradiban összesen 161 mérkőzésen szerepelt (66 bajnoki, 62 nemzetközi, 33 hazai díjmérkőzés).

### A válogatottban
Tagja volt az 1984-es ifjúsági Európa-bajnokságot nyert csapatnak, de a tornán nem lépett pályára.

## Sikerei, díjai
- Magyar bajnokság
  - bajnok: 1991–92, 1994–95, 1995–96
  - 2.: 1990–91, 1997–98
  - 3.: 1992–93, 1996–97
- Magyar kupa
  - győztes: 1993, 1994, 1995
- Magyar szuperkupa
  - győztes: 1993, 1994, 1995
- az FTC örökös bajnoka

## Üzletemberként
2000-től 2003-ig az FTC futballcsapatát működtető KFT illetve RT igazgatója volt. 2007 óta a Sugár Üzletközpont igazgatója.